# Teledifusión de Argelia

Logo TDA

Algerian Broadcasting Company (árabe: البث الإذاعي والتلفزي الجزائري; francés: Télédiffusion d'Algérie) es una empresa estatal argelina encargada de la transmisión de la señal radiofónica y televisiva de los medios públicos argelinos.

## Historia
El origen de la empresa hay que situarlo en la década de los 50 del siglo XX, cuando las autoridades francesas deciden instalar emisores VHF en diferentes ciudades (Tamentfoust, Orán, Constantine) para las primeras emisiones de televisión en Argelia.
Con la independencia del país todas esas instalaciones pasan a formar parte de la Radiodiffusion télévision algérienne (RTA), organismo que heredaba todas las instalaciones y equipos técnicos que la radiodifusión francesa tenía en Argel. 
En 1986 la RTA se divide en cuatro empresas autónomas, siendo una de ellas Teledifusión de Argelia (TéléDiffusion d'Algérie), responsable de transmitir la señal radiofónica y televisiva de los medios audiovisuales públicos.